# Henryków (Łódź)
Henryków – osiedle w Łodzi położone na terenie dzielnicy Widzew, we wschodniej części miasta. Rozpościera się w rejonie ulicy Henrykowskiej.

## Historia
Dawniej samodzielna miejscowość. Od 1867 w gminie Nowosolna. W okresie międzywojennym należał do powiatu łódzkiego w woj. łódzkim. W 1921 roku liczył 81 mieszkańców. 1 września 1933 utworzono gromadę (sołectwo) Henryków w granicach gminy Nowosolna, składającą się ze wsi Henryków i stacji kolejowej Widzew. Podczas II wojny światowej włączony do III Rzeszy. 
Po wojnie Henryków powrócił na krótko do powiatu łódzkiego woj. łódzkim, lecz już 13 lutego 1946 włączono go wraz ze stacją kolejową Widzew do Łodzi.